# Tea Donguzashvili
Tea Donguzashvili (Tbilisi, 4 de junho de 1976) é uma ex-judoca russa.
Foi medalhista de bronze nos Jogos Olímpicos de 2004 em Atenas, além de ter obtido várias medalhas em Campeonatos Mundiais e Europeus de Judô.